# Rietavo savivaldybė
Rietavo savivaldybė är en kommun i Litauen.   Den ligger i länet Telšiai län, i den västra delen av landet, 240 km nordväst om huvudstaden Vilnius. Antalet invånare är 8 264. Arean är 586 kvadratkilometer.
Terrängen i Rietavo savivaldybė är platt.
Följande samhällen finns i Rietavo savivaldybė:
- Rietavas